# 大连市第二十四中学
大连市第二十四中学位于中国辽宁省大连市中山区，创建于1949年，1962年被评为辽宁省重点中学，2004年被评为辽宁省示范高中，在大连简称为二十四中。如今拥有各类社团40余个，并拥有学生自办刊物《蓝帆》和《星空》。

## 位置
大连市第二十四中学地址是大连市中山区解放路217号，位于中山区劳动公园南侧的绿山旁。中学校舍的一侧原是劳动公园小学，由于校园较小，二十四中曾与劳动小学共用一个操场。但现在劳动小学原有校舍和操场已被二十四中学合并。

## 校史
大连市第二十四中学正式建校为1949年，其历史可以追溯到1920年日本占领时期由日本人设立的大连第五寻常小学校。前总理周恩来曾为学校题词。以下为学校的主要历史沿革：
1920年设立大连第五寻常小学校；1925年改为大连春日小学校；1941年改为大连春日国民学校；1946年日本投降后，撤出大连前，改为大连日侨初等学校第七校；
1949年9月，育才学校成立；时任校长为毛达恂（原旅大市第一任地委书记），杨开慧的堂妹杨开英任第一届教育主任，学生多为南下干部留守子女和烈士遗孤。1951年元旦，周恩来访问育才学校，同年大连市第四初级中学成立；1956年秋，两校合并，校名使用大连市第四初级中学；1958年起改称大连第二十四中学。1962年被确定为辽宁省重点中学。2004年被评为辽宁省示范性高中。2009年9月学校讨论研究通过《大连二十四中教学指导委员会章程》，选举确定了首届教学委员会成员，负责指导青年教师。

## 教育资源
学校占地面积29440平方米，建筑面积28675平方米，绿化面积8960平方米，设有体育馆、科技馆、报告厅、图书馆以及各种特色特长教室（含围棋、书法、钢琴和舞蹈等）。学校现有教职员工123人、教学班36个，学生1500余名。

## 办学实力
学校拥有良好社会声誉，曾获得中国高中教育50强、辽宁省文明单位和辽宁省模范学校等荣誉。2015—2018年，学校在学科奥林匹克竞赛中共有288人获得省级一等奖，连续四年考入清华北大人数稳定在40人左右。本校是大连市具有招收外国国籍学生资格的16所学校之一。

## 国际友好学校
- 澳大利亚新南威尔士州北里奇蒙市（英语：North Richmond, New South Wales）卡洛中学（Colo High School）
- 美国得克萨斯州休斯敦市拉玛中学（英语：Lamar High School (Houston, Texas)）（Mirabeau B. Lamar High School) - 一所休斯敦独立学区的高中 [5][6]
- 美国纽约州纽约布鲁克林高级中学（Brooklyn High School,New York,New York,U.S.）[哪個／哪些？]
- 英国雷斯中学[哪個／哪些？]
- 新加坡华侨中学[哪個／哪些？]
- 美国威斯敏斯特学院[7][哪個／哪些？]